# Аргансуэла

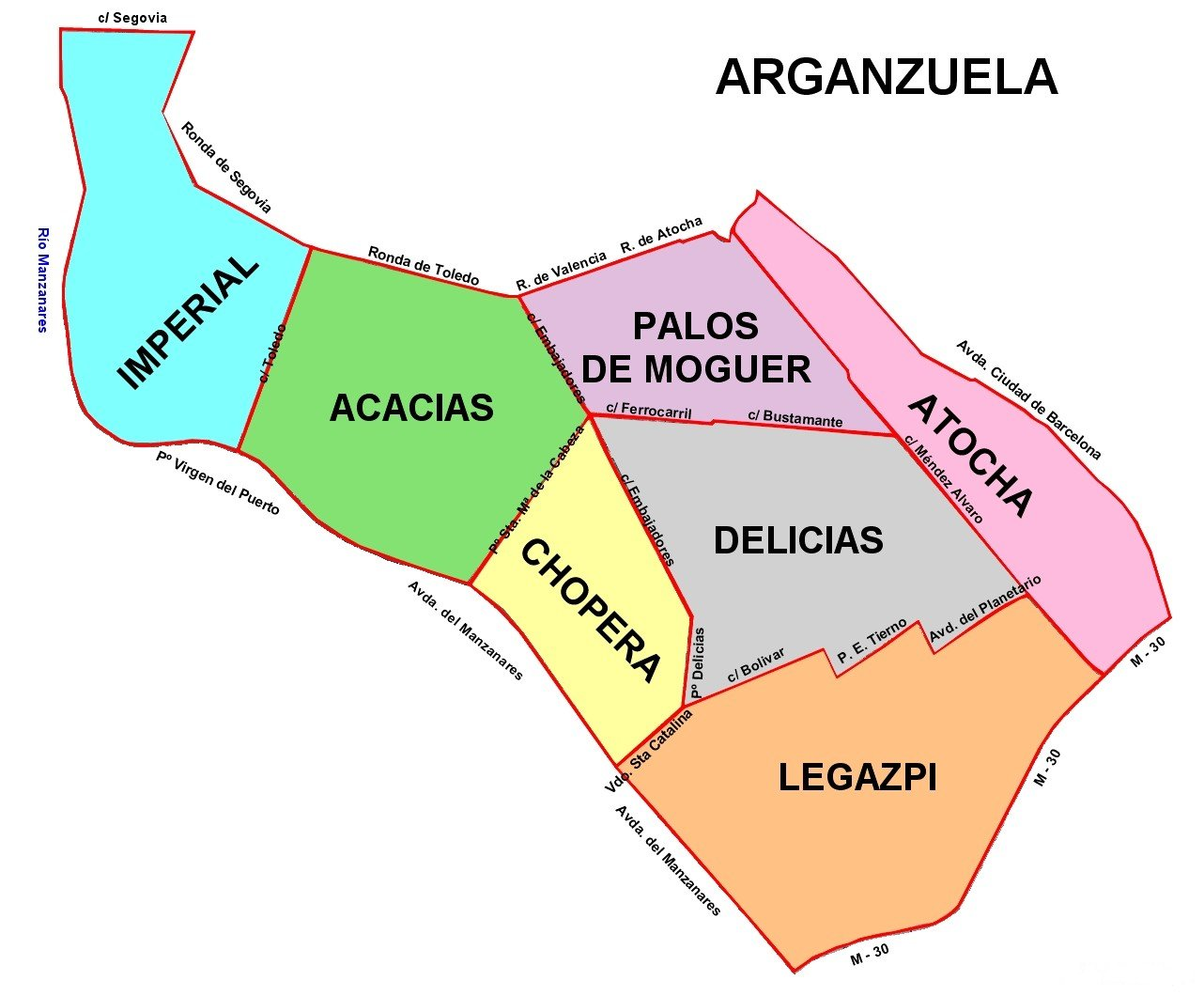
Административное деление района

Аргансуэла (исп. Arganzuela) — городской район Мадрида под номером 2, расположенный в центре города.

## Описание
Включает территорию к востоку от реки Мансанарес. Граничит с городскими районами Сентро, Ретиро на севере, на востоке и юго-востоке — с Пуэнте-де-Вальекас, на юге — с Усера, на западе — с Карабанчель и Латина.

## Административное деление
Район делится на 7 подрайонов (исп. barrios):
- Империаль
- Лас Акасиас
- Чопера
- Легаспи
- Делисьяс
- Палос де Мохер
- Аточа.

## Достопримечательности

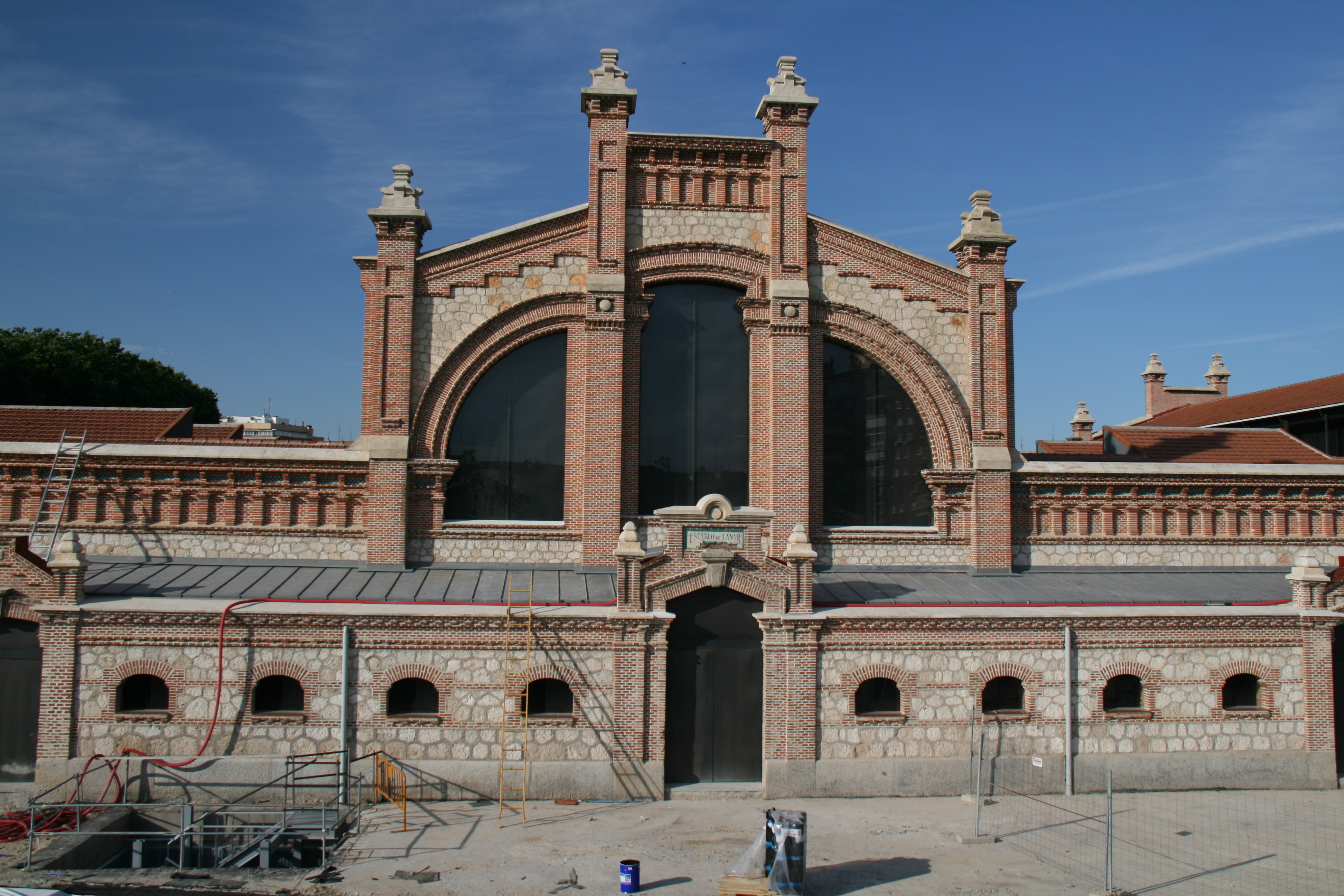
Matadero Madrid

В архитектуре Аргансуэлы преобладают здания в неомудехарском, рационалистическом и «металлическом» стилях, характерных для промышленной архитектуры XIX — первой половины XX веков, когда территория района активно застраивалась. Наглядными примерами зданий неомудехарского стиля являются Каса-дель-Релох, культурно-развлекательный комплекс Matadero Madrid и Региональная библиотека Хоакина Легина. Примером рационалистического стиля является здание Южного парка. Примерами «металлического» стиля являются здания главного вокзала страны — Аточа, железнодорожного музея Мадрида и Хрустального дворца Аргансуэлы.
Главные улицы района — Делисьяс, Санта-Мария-де-ла-Кабеса, Чопера-и-лас-Эсериас, Вирхен дель Пуэрто, Империаль, Толедо-и-Эмбахадорес и объезды Аточа и Толедо.
Южная граница района Аргансуэла проходит по набережной реки Мансанарес, вдоль которой простирается парк Мадрид-Рио. Огромная территория парка состоит из нескольких частей: парка Аргансуэла, Paseo de los Pinos («Соснового бульвара») и садов Ла-Партида. На востоке района находится парк Энрике Тьерно Гальвана, где расположен мадридский планетарий.